# Bremen Weserbahnhof

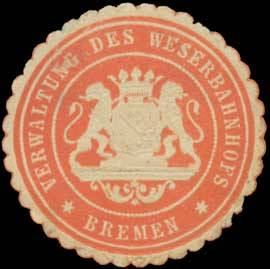
Siegelmarke der Verwaltung des Weserbahnhofs

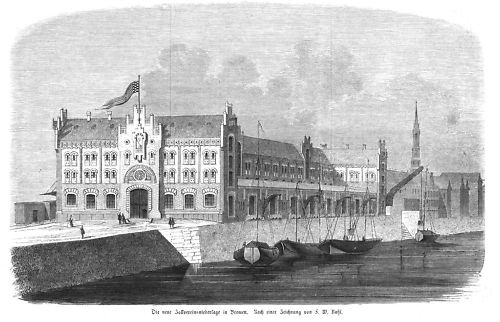
Weserbahnhof von 1860; Zollvereinsniederlage in Bremen

Bremen Weserbahnhof war ein von 1857 bis 1859/1860 erbauter Güterbahnhof für Stückgut zum Bremer Freihafen.
Die sogenannte Weserbahn verlängerte die 1848 fertiggestellte Eisenbahnlinie von Hannover nach Bremen in Richtung des Freihafens. Sie führte von Bremen Hauptbahnhof aus in einer S-Kurve an der heutigen Straße An der Weserbahn entlang zum Weserbahnhof. Später wurden weitere Strecken in Richtung Oldenburg (Bahnstrecke Bremen–Oldenburg 1867) und innerhalb des Hafengebiets angeschlossen. Der Bahnhof wurde 1929 von der Bremer Lagerhaus-Gesellschaft übernommen.
Der Weserbahnhof war mit einem 25-Tonnen-Kran für Schwergüter und sechs kleineren Kränen ausgestattet.
Am 1. Februar 1856 wurde am Standort Weserbahnhof die Zollvereinsniederlage – eine Niederlassungen des Deutschen Zollvereins außerhalb des Zollgebiets – eröffnet, die bis zum Beitritt Bremens zum Deutschen Zollverein von 1888 Bestand hatte.
1939 wurde ein neuer und modernerer Weserbahnhof erbaut, der alte, inzwischen 80 Jahre alte Weserbahnhof verlor seine Funktion. Sowohl das Gebäude des alten als auch das des neuen Weserbahnhofs wurden im Zweiten Weltkrieg zerstört.
Im Zuge des Wiederaufbaus entstand 1951 ein neuer und moderner Weserbahnhof.
Mit dem Aufkommen der Containertransporte, bei denen das personalintensive Umladen von Stückgut entfiel, nahm die Bedeutung von Güterbahnhofsgebäuden allgemein schnell ab. Zudem wurde ab 1964 der Neustädter Hafen auf der linken Weserseite gebaut und viel Verkehr dorthin verlagert. 1989 wurde der Stückgutverkehr komplett dorthin abgegeben.
Das Bahnhofsgelände veräußerte die Stadt 1996 für rund 818.000 Euro an die Grundstücksgesellschaft Weserbahnhof GmbH, die beabsichtigte, auf dem Grundstück ein Handels- und Dienstleistungszentrum zu errichten. Diese Planung schlug fehl. Die Stadt kaufte sechs Jahre später das Grundstück zum ursprünglichen Preis zurück, musste aber 553.000 Euro Zinsen und Kosten draufzahlen.
Die Nebengebäude dienten zunächst dem Unternehmen Kellogg’s. Die Gleise des ehemaligen, rund 100 Meter breiten und 250 Meter langen Kopfbahnhofs wurden bis auf einige wenige abgebaut, das Gebäude wurde als Lagerhaus genutzt.
Am Rande des Grundstücks, etwa 150 Meter östlich des ehemaligen Bahnhofsgebäudes, steht heute der Weser Tower. Die frühere Hafenkante wurde auf einer Länge von 250 Metern zu einer Promenade umgestaltet, welche die Lücke zwischen Schlachte und Überseestadt für den Fußgänger- und Radfahrerverkehr schließt. An der Promenade soll auch ein neuer Anlegeplatz für Fähren und Kreuzfahrtschiffe eingerichtet werden.